# Faustine Keym
Faustine Keym was een Belgische kunstschilderes uit het einde van de 19e eeuw en het interbellum.
Ze woonde in Brussel, eerst Masseauxtraat 29 (ca. 1893), later Metsysstraat 62. Ze schilderde hoofdzakelijk stillevens in aquarel.

## Tentoonstellingen
- 1893, Driejaarlijks Salon, Brussel : “De kleine dromer”, “Azaleas”
- 1908, Salon de Printemps, Brussel : “Japanse bibelots”
- 1933, Salon 1933, Gent : “Bibelots”